# Dekanat Katowice-Bogucice
Dekanat Katowice-Bogucice – jeden z 37 dekanatów katolickich w archidiecezji katowickiej. 
W jego skład wchodzą następujące parafie:

## Parafie
| Lp | Parafia                                             | Data powstania   | Proboszcz             | Adres                                     | Zdjęcie |
| -- | --------------------------------------------------- | ---------------- | --------------------- | ----------------------------------------- | ------- |
| 1  | Katowice – Bogucice św. Szczepana                   | ok. 1374–1396    | ks. Krzysztof Sitek   | ul. ks. L. Markiefki 89 40-211 Katowice   |         |
| 2  | Katowice – Dąbrówka Mała św. Antoniego              | 1 kwietnia 1911  | ks. Andrzej Noras     | al. Niepodległości 4 40-311 Katowice      |         |
| 3  | Katowice – Giszowiec św. Barbary                    | 19 sierpnia 1984 | ks. Michał Wilk       | ul. Młodzieżowa 10, 40-485 Katowice       |         |
| 4  | Katowice – Giszowiec św. Stanisława Kostki          | 28 maja 1957     | ks. Adam Markiewka    | ul. Górniczego Stanu 22, 40-469 Katowice  |         |
| 5  | Katowice – Janów św. Anny                           | 1 sierpnia 1912  | ks. Jacek Staniec     | pl. Wyzwolenia 21 40-423 Katowice         |         |
| 6  | Katowice – Murcki Najświętszego Serca Pana Jezusa   | 1 sierpnia 1925  | ks. Paweł Szumilas    | ul. L. Solskiego 2, 40-749 Katowice       |         |
| 7  | Katowice – Szopienice św. Jadwigi Śląskiej          | 24 lutego 1872   | ks. Grzegorz Krząkała | pl. Powstańców Śląskich 3 40-377 Katowice |         |
| 8  | Katowice – Burowiec Matki Bożej Nieustającej Pomocy | 25 maja 1980     | ks. Wojciech Winkler  | ul. Siewna 25 40-339 Katowice             |         |